# Rocket Power
Rocket Power är en amerikansk tecknad tv-serie som visats på kanalen Nickelodeon. Serien producerades åren 1999-2004.

## Handling
Rocket Power kretsar kring extremsporter där fyra barn; Otto, Twister, Reggie och Sam håller på med detta. De lever i en semesterstad kallad Ocean Shore i Kalifornien, baserat på Santa Monica. De fyra håller bland annat på med skateboard, surfing, streethockey, volleyboll, snowboard, cykling och rullskridskoåkning.
Serien börjar med att den nioåriga Sam flyttar in i stan, han är den där lite lugnare typen som föredrar att sitta framför datorn. Otto och hans syster Reggie och bästa vän Twister tycker han är ganska lam, men blir direkt intresserade när det visar sig att Sammy är en riktigt bra målvakt. Han får en plats i deras streethockey-lag, och till och med ett eget smeknamn: "Squid".

## Huvudroller
- Oswald "Otto" Rocket - är ledaren i gänget. Han är en mycket duktig extremsportare som lyckas i de flesta sporter han prövar. Han är en mycket kaxig, självsäker och bossig kille som ibland tror sig vara bättre än han egentligen är. Han kan visa sin goda sida mot sina vänner och låta andra stå i rampljuset, trots att det ibland tar emot för honom. Trots att han är envis kan han erkänna att han har fel och kommer ofta med roliga och bra idéer på vad de ska göra. Otto bär alltid ett par solglasögon. Historien bakom det finns tyvärr inte.
- Regina "Reggie" Rocket - är Ottos storasyster, en snäll och mycket smart tjej som älskar alla extrema sporter, men spelar även volleyboll och streethockey. Hon och Sam håller oftast ihop när Otto och hans bästa kompis Twister hittat på något bus som de ej vill vara inblandade i. Tyvärr har Reggie ett mycket stort hjärta och kan inte låta bli att hjälpa sin bror när han har hamnat i klistret, eller är på väg att åka dit.
- Maurice "Twister" Rodriguez - är den minst intelligenta i gruppen och mest lättlurade. Han är en våghalsig och oförsiktig kille som går med på det mesta som Otto hittar på, trots alla faror som de varnas för. Han gillar att göra film och brukar ofta filma Otto när han gör något häftigt trick på rampen eller susar fram bland vågorna på sin surfingbräda. Twister heter egentligen Maurice, vilket han hatar att bli kallad för. De flesta kallar honom sällan för det, oftast bara hans föräldrar.
- Sammy "Squid" Dullard - Sammy, Sam eller Squid är en mycket smart men ganska lugn kille som inte alltid är jätteförtjust i sina vänners vilda lekar. Han trivs ganska bra med sin dator men gillar även att utvecklas och få uppmärksamhet i alla sporter de håller på med. Han är ganska rädd av sig och har inget emot att ta med sig en förbandslåda eller två, eller tre. Han tycker Otto är alldeles för vild och tycker det är bättre att han ignorerar honom än att pusha på honom, som Otto gör med Twister.
- Ray "Raymundo" Rocket - är Ottos och Reggies pappa. Han är ägare till Shore Shack eller "Haket" där gänget ofta kommer och käkar. Han är en snäll person men sträng och vet precis var han ska sätta gränserna för hur långt hans barn kan gå. Ray är 44 år gammal, han är änkling och surfare utan anseende.
- Tito Mankani Jr. - är Raymundos bästa kompis som liksom Ray jobbar på "Haket". Han är en glad och lyckosam hawaiian som älskar att surfa och sitt liv i Ocean Shore. Han är en självutnämnd filosof som hjälper sin bästa vän Ray att driva hans restaurang, där han lagar goda hamburgare. Ibland får han hemlängtan och vill träffa sin familj i Hawaii, men då finns alltid hans vänner där och stöttar honom.
- Lars Rodriguez - är Twisters elaka storebror som ofta brukar bråka med sin lillebror och hans vänner. Han brukar ljuga om saker för sin godtrogna lillebror som brukar gå på det mesta. Han brukar berätta om skatter i trädgården, och att ifall Twister inte var snäll så kommer hans föräldrar att skicka iväg honom.

## Andra roller
- Eddie Valentine: en kille som benämner sig själv som "Underjordens prins". Han är ofta och hänger med Rocket-gänget och mobbas oftast av Lars. Han är son till ett trollkarlspar, och har alltid på sig en mantel med huva och en skrämmande mask.
- Oliver Van Rossum: en intelligent pojke som först var rival till Sam, men som senare blev en nära vän till gänget tillsammans med Eddie. Han brukade aldrig spela någon sport, tills han mötte Sam.
- Merv och Violet Stimpleton: Rocketgängets grannar. Merv försöker att leva ett lugnt och tyst liv, men blir lätt frustrerad när han blir störd, särskilt mot Rocketgänget. På grund av detta har han öppnat en skatepark (Madtown Skate Park) så att barnen kan åka skateboard utan att störa någon. Merv är en pensionerad elingenjör och beskrivs som ganska argsint och lite excentrisk, men han har också en god sida, särskilt mot sin fru. Hans fru Violet är raka motsatsen, eftersom hon är alltid glad och sorglös. Hon brukar oftast ta hand om violerna i sin trädgård. Hon är också en fruktbar kock, trots att hennes mat inte är alltid så ätbar.
- Shirley: en av stadens få poliser. Shirley gör vad som helst för att bevara friden i staden. Hon hade ett förhållande med Raymundo under ett flertal episoder i serien. Hon hänvisar till Raymundo som "Big Ray".
- Mackenzie Benders - en skrikig och bortskämd liten femåring som skrämmer de flesta. Hon är mycket stark för sin ålder och är inte rädd för att använda knytnävarna. Hur elak hon än verkar så finns det kanske ett litet hjärta där inne, för en gång råkade hon tappa bort sina föräldrar, vilket hon inte tyckte om.
- Trish och Sherry: Reggies två bästa vänner. De är båda bra surfare, och är medlemmar av Kaliforniens volleybollag. De har dykt upp i ett par episoder i serien.
- Conroy Blanc: ägaren till skateparken Madtown. Han blir senare Ottos och Twisters lärare i deras skola. Conroy kommer ursprungligen från Jamaica.
- Doug Dullard: Sams främmande far som arbetar i företagets bransch. Det omnämns att han alltid arbetar på sitt jobb. Han försöker att vara en "cool pappa" inför Sams vänner, men det slutar alltid med att han pratar i sin mobiltelefon och ignorerar sin son. Trots att han verkar rätt så försumlig har han ändå goda avsikter.
- Tice Ryan: stadens kustvakt och livräddare som medverkar i flera episoder. Han är känd för att vara en stor glädjedödare under Rocketgängets aktiviteter. Han är förtjust i att med järnhand genomdriva strandreglerna; eftersom han själv driver den.
- Tony Hawk: en professionell skateboardlegend. Rocketgänget åker oftast skateboard och snowboard med honom i en episod där han medverkar.
- Keoni Khaloa Herbert Makani Jr: Titos yngre kusin från Hawaii och en professionell surfare. Han besöker Tito för en surftävling och efter att fått Otto känna sig mindre duktig under en dag, bad han om ursäkt och medger att han bara ville passa in.
- Noelani Makani Rocket: Titos kusin, Rays nya fru och Reggies och Ottos styvmor. Hon är försiktig eftersom Rays första fru Danni, Noelanis bästa vän, dödades i en surfingolycka när Reggie och Otto var små. Noelani och Ray gifter sig under den sista episoden i serien.

## Röster
| Figur                 | Originalröst                                 | Svensk originalröst |
| --------------------- | -------------------------------------------- | ------------------- |
| Otto Rocket           | Joseph Ashton                                | Leo Hallerstam      |
| Reggie Rocket         | Shayna Fox                                   | ?/Emelie Clausen    |
| Twister Rodriguez     | Ulysses Cuadra, Gilbert Leal                 | Niclas Wahlgren     |
| Raymundo Rocket       | Johnny Kassir                                | Niclas Wahlgren     |
| Squid Dullard         | Sam Saletta, Gary LeRoi Gray, Sean Marquette | Kim Sulocki         |
| Tito Makani Jr.       | Ray Bumatai                                  | Andreas Nilsson     |
| Lars Rodriguez        | Lombardo Boyar                               | Andreas Nilsson     |
| Eddie Valentine       | Jordan Warkol                                | Nick Atkinson       |
| Oliver Van Rossum     | David Gallagher                              | ?                   |
| Merv Stimpleton       | Henry Gibson                                 | Johan Hedenberg     |
| Tice Ryan             | Dale Dye                                     | Johan Hedenberg     |
| Violet Stimpleton     | Edie McClurg                                 | Annelie Berg        |
| Shirley               | C.C.H. Pounder                               | ?                   |
| Trish och Sherry      | Lauren Tom                                   | ?                   |
| Mackenzie Benders     | Rosslynn Taylor                              | ?                   |
| Conroy Blanc          | Obba Babatundé                               | Hans Jonsson        |
| Doug Dullard          | Gregg Berger                                 | ?                   |
| Keoni Makani Jr.      | ?                                            | ?                   |
| Tony Hawk             | Tony Hawk                                    | ?                   |
| Noelani Makani Rocket | Kim Mai Guest                                | ?                   |